# Moment (SMAPの曲)
「Moment」（モーメント）は、SMAPの48枚目のシングル。2012年8月1日にビクターエンタテインメントから発売された。

## 概要
前作「さかさまの空」から3か月ぶりのシングル。本作発売の1週間後にはアルバム『GIFT of SMAP』が発売されたが、本作は収録されていない。
通常盤、初回限定盤、セブンネットショッピング限定盤の3形態で発売。初回限定盤には表題曲「Moment」のミュージック・ビデオが収録されたDVDが同梱する。全形態共通で「SMAPコンサートツアー2012 バックステージ招待施策 抽選応募券」が封入された（通常盤は初回プレス分のみ封入）。
メンバーでは中居正広のソロパートが最も多い。

## メディアでの使用
- 「Moment」は、メンバーの中居正広がメインキャスターに任命されたTBS系『ロンドンオリンピック2012』のテーマソングで、SMAPのシングル曲がTBS系のオリンピックテーマソングになるのは「この瞬間、きっと夢じゃない」に続き2作目となる[2]。ただし、シングル化されていない「ススメ!～アテネMix～」も含めると3作目である。また、2014年に開催された『ソチオリンピック2014』のTBS系テーマソングにも起用された（TBS系の冬季オリンピックテーマソングにSMAPの楽曲が起用されるのは初めて）。

## その他
- 作詞・作曲はサカナクションのボーカルの山口一郎[2]。山口がSMAPに楽曲を提供するのは2010年のSMAPの19枚目のオリジナルアルバム『We are SMAP!』に収録されている「Magic Time」以来である。また、『SMAP×SMAP』の歌のコーナー「S-Live」にサカナクションがゲストで出演した際、コラボで披露された。
- カップリングは初回限定盤・通常盤には「手を繋ごう」、セブンネットショッピング限定盤には「WOW! WOW! WOW!」を収録。
- なお、「WOW! WOW! WOW!」は2012年開催された、SMAPのコンサートである「GIFT of SMAP CONCERT'2012」でも歌われている。
- ミュージック・ビデオは、メンバー一人ずつの映像がおもに使われており、メンバー全員で歌う部分の大半もそれぞれの映像をつなげて作られている。大サビからはダンスを絡めて歌われているが、その際、メンバー全員で歌うパートであるにもかかわらず、何故か草彅剛のみダンスは行っているが歌を歌っていない映像が使われている。
- 2012年12月31日に放送された『第63回NHK紅白歌合戦』で「さかさまの空」とともに「SMAP 2012'SP」としてメドレーで白組トリおよび大トリで披露された。

## チャート成績
「Moment」のシングルCDは、2012年8月13日付オリコン週間シングルチャートで初登場1位を獲得した。SMAPにとって同チャートでの1位獲得は「freebird」から15作連続、通算26作目となった。TOP10入りはデビューから48作連続、通算48作目となり、B'zの47作連続、通算47作を抜いて男性アーティストにおける連続および通算TOP10獲得数の最高記録を更新した。初動売上は13.7万枚となった。

## 収録曲

### CD

#### 初回限定盤・通常盤
1. Moment
作詞・作曲:山口一郎, 編曲:長岡成貢
  - TBS系「ロンドンオリンピック」テーマソング
  - TBS系「ソチオリンピック」テーマソング
2. 手を繋ごう
作詞・作曲:前山田健一, 編曲:清水俊也
3. Moment (back track)
4. 手を繋ごう (back track)

#### セブンネットショッピング限定盤
1. Moment
2. WOW! WOW! WOW!
作詞・作曲・編曲:津波幸平
3. Moment (back track)
4. WOW! WOW! WOW! (back track)

### DVD
※初回限定盤のみ
1. Moment （ミュージック・ビデオ）